# ماوريتس لامرتينك
ماوريتس لامرتينك (بالهولندية: Maurits Lammertink)‏ (و. 1990  م) هو راكب دراجة هوائية هولندي، شارك في سباق طواف فرنسا 2017.

## سباقات أو مراحل فاز بها
| التاريخ        | السباق                           | المركز                  |
| -------------- | -------------------------------- | ----------------------- |
| 01 مايو 2011   | 2011 Eschborn–Frankfurt Under–23 |                         |
| 01 يناير 2012  | 2012 Carpathian Couriers Race    | الفائز في التصنيف العام |
| 01 مايو 2012   | 2012 Eschborn–Frankfurt Under–23 |                         |
| 09 مارس 2013   | روند فان درينثي 2013             | التاسع في التصنيف العام |
| 01 يناير 2014  | سيركيت دي والونيا 2014           | الفائز في التصنيف العام |
| 01 يناير 2014  | Dookoła Mazowsza 2014            |                         |
| 08 أكتوبر 2015 | كوبا ساباتيني 2015               | الثاني في التصنيف العام |
| 13 أبريل 2016  | برابانتس بييل 2016               | السابع في التصنيف العام |
| 01 مايو 2016   | إشبورن-فرانكفورت 2016            | الثامن في التصنيف العام |
| 05 يونيو 2016  | طواف لوكسمبورغ 2016              | الفائز في التصنيف العام |
| 14 مارس 2017   | تيرينو ادرياتيكو 2017            | الثامن في تصنيف الجبال  |

## روابط خارجية
- ماوريتس لامرتينك على موقع الاتحاد الدولي للدراجات (الإنجليزية)
- ماوريتس لامرتينك على موقع أرشيف الدراجات (الإنجليزية)
- ماوريتس لامرتينك على موقع إحصائيات الدراجات الإحترافية (الإنجليزية)
- ماوريتس لامرتينك على موقع نسبة الدراجات (الإنجليزية)
- ماوريتس لامرتينك على موقع CycleBase (الإنجليزية)